# Perilissus nigrolineatus
Perilissus nigrolineatus là một loài tò vò trong họ Ichneumonidae.